# Ліканд
Фема Ліканд (грец. θέμα Λυκανδός) — військово-адміністративна одиниця Візантійської імперії (фема), яка розташовувалась у південно-східній частині Малої Азії (сучасна Туреччина). Назва походить від фортеці Ліканд (поблизу сучасного міста Ельбістан). Утворено 916 року. Остаточно припинила існування на початку 1140-х років внаслідок захоплення Румським султанатом.

## Історія
З часів пізньої Римської імперії тут розташовувалася фортеця Ліканд. Звідси здійснювалися походи проти бунтівних ісаврів та на захист кордонів від вторгнення персів. З появою загрози з боку арабів область навколо Ліканду тривалий час була занедбана й спустошена., перетворившись в своєрідну буферну зону між Візантійською імперією та Багдадським халіфатом. Тут селилися всілякі вигнанці з обох держав. Поступово більшість населення стали складати вірмени. У 903 вірменський княх-халкедоніт Млех утворив напівнезалежну державу, що номінально визнавало зверхність Візантії. Разом з тим імператори були зацікавлені в ній з огляду на небезпеку Мелітенського емірату, що вчиняв набіги на фему Харсіан.
У 906 році Млех підтримав заколот доместіка схол Андроніка Дуки, який зрештою зазнав невдачі й втік до Багдаду. У 908 році Млех отримав прощення, разом з тим статус напівсамостійного князівства було скасовано. Натомість Ліканд стає клейсурою (на кшталт західноєвропейської марки). З цього часу починається нове заселення території, переважно вірменами. Внаслідок успішних дій проти емірату Мелітени вдалося розширити клейсуру до гірських районів Цамонд і Сімпосіон.
Активізація Візантії викликала відповідні дії мусульман. З 909 року починаються постійні набіги на Ліканд. Але у 915 році вірмени завдали поразки арабам, завдяки чому було зміцнено кордон між Візантією та Мелітеною. 916 році ліканд отримує статус феми. В подальшому війська феми брали участь у військових походах проти болгар і арабів. Особливо важливу роль Ліканд відіграв у військових кампаніях Іоанна Куркуаса у 930—940-х роках.
З 960-х років після успіхів візантійців у війнах з арабами та відсунення кордону значення Ліканду як прикордонної феми зникає. Тепер головним завданням стає забезпечення транспорту та харчів. Фема стає розвинутою скотарською областю імперії, що спонукає розвиток торгівлі та міст. У 1045 році Ліканд було передано у володіння колишнього анійському цареві Гагіку. а частину — Гагіку Карському.
Військове значення Ліканду знову повертається лише у 1060-х років, коли до імперії починають вдиратися загони сельджуків. після поразки візантійського війська у битві біля Манцикерту 1071 року владу над лікандом перебирає Філарет Варажнуні, що створює власну державу. Втім в середині 1080-х років сельджуки захоплюють колишню фему.
Процес відновлення візантійської влади в цьому регіоні починається внаслідок успіхів Першого хрестового походу. війська імператора Олексія I на початку 1100-х років зумів встановити владу над Кілікією, а згодом над Лікандом. Відновлення феми відбулося між 1105 та 1107 роками. Письмо про неї згадано у 1008 році.
За часів Коміннів фема Ліканд перетворюється на опору імперії на сході Малої Азії. Постійно зазнає нападів з боку Румського султанату. У війнах з останнім у 1140-х роках фему Ліканд було втрачено остаточно.

## Адміністрація
Територія переважно охоплювала гори Антітавру. Адміністративним центром була фортеця Ліканд. На чолі стояв стратег. Зазвичай відбувалося об'єднане управління Лікандом і фемою Мелітени і Цамонду.

## Відомі стратеги
- Млех-Менц (915—921/922)
- Пантерій Склір (922—931/933)
- Мхітар (970-ті)
- Гагік Багратид (1045—1080)